# Florence Knoll
Florence Knoll (Bassett), född Schust den 24 maj 1917 i Saginaw i Michigan, död 25 januari 2019 i Coral Gables i Florida, var en amerikansk arkitekt, möbelformgivare och företagare.
Florence Knoll var dotter till arbetsledaren Frederick E. Schust (född omkring 1882) och Mina Haist Schust (född omkring 1887). Hon studerade först 1932–1934 på Kingswood School i Bloomfield Hills i Michigan och sedan på Cranbrook Academy of Art 1934–1935 på samma ställe, där hon studerade för Eliel Saarinen.  Åren 1936–1937 arbetade hon med möbeltillverkning tillsammans med Eero Saarinen och Charles Eames. 
Strax före andra världskriget 1938–1939 var hon på Architectural Association i London och från 1940 bodde hon i Cambridge i Massachusetts, där hon arbetade för Walter Gropius och Marcel Breuer. Detta ledde till studier vid Illinois Institute of Technology i Chicago under Ludwig Mies van der Rohe.
Florence Knolls mest kända arkitekturarbeten är Connecticut General Life Insurance building i Bloomfield i Connecticut och inredningen i CBS Building i New York.

## Knoll Furniture
Hans Knoll hade grundat ett möbelföretag i New York 1938. Florence Knoll började 1943 att medverka med formgivning. Hon gifte sig med Hans Knoll 1946 och blev delägare i det gemensamma företaget Knoll Associates, som byggde en ny möbelfabrik i Pennsylvania. Efter att Hans Knoll avlidit i en bilolycka 1955, tog Florence Knoll över ledningen och formgav också själv stolar, soffor, bord och byråer under 1950-talet. Hon gifte om sig med Harry Hood Bassett 1958.
Hon drog sig tillbaka som chef från företaget 1960, men fortsatte att ansvara för dess designavdelning fram till 1965.